# تنافس المني

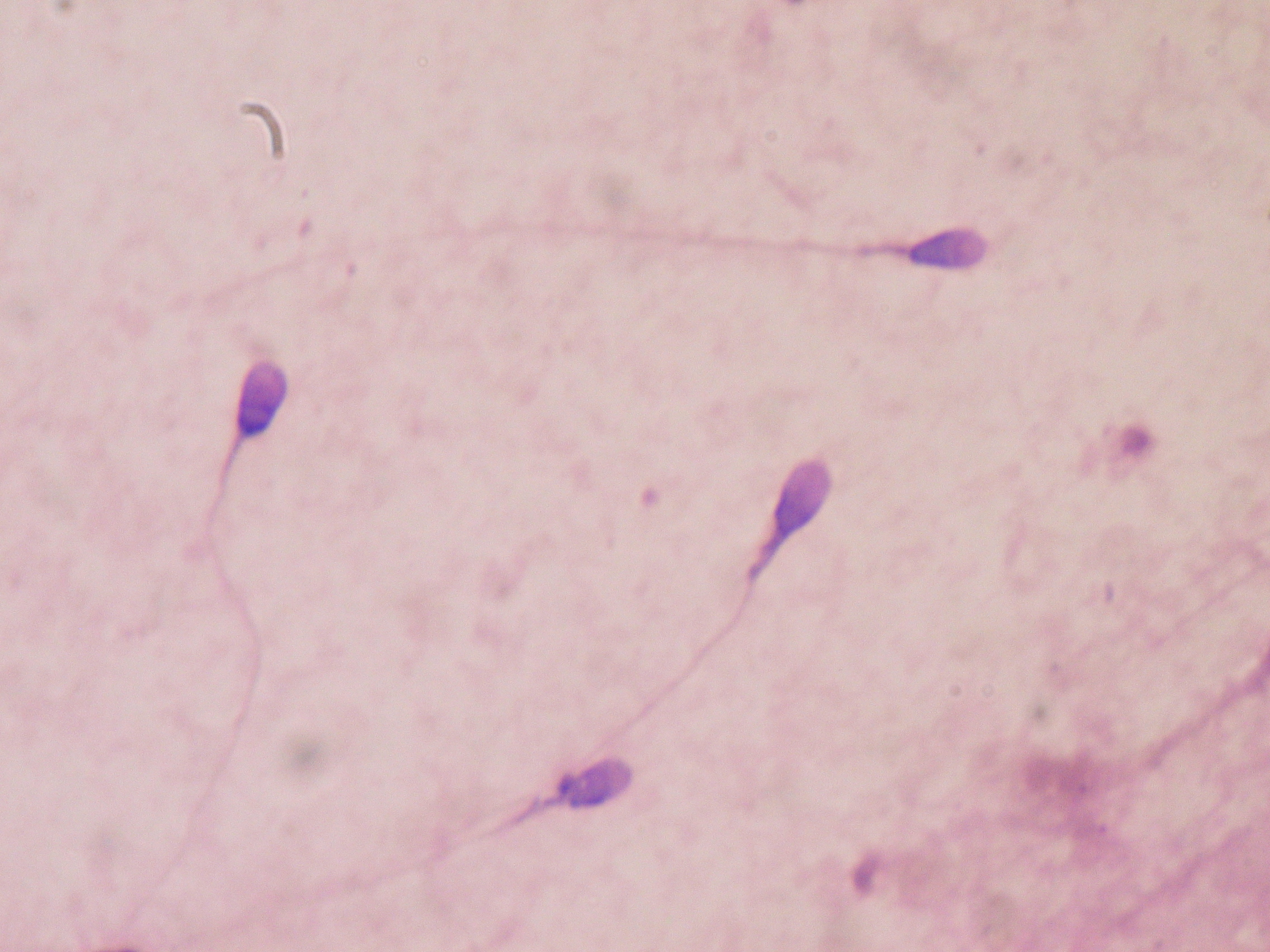

تنافس المني أو تنافس النطاف هو العملية التنافسية بين النطاف المتحركة لاثنين أو أكثر من الذكور لتلقيح نفس البيضة أثناء التكاثر الجنسي. قد تحدث المنافسة عند امتلاك الأنثى عدة شركاء تزاوج محتملين. حيث يزيد تنوّع الشركاء من فرصة الإناث في المساهمة بإنتاج ذرية أكثر قابلية للحياة. ولكن امتلاك الأنثى لعدة شركاء يعني امتلاك هؤلاء الشركاء الذكور فرصًا أقل في إنتاج الذرية، وبالتالي شكَّلَت عملية تنافس النطاف ضغطًا تطوريًا على الذكور، وساهمت في تطور تكيفات ترفع من فرصة الذكور في تحقيق النجاح التكاثري. أدّى تنافس النطاف إلى تضاد جنسي بين الذكور والإناث، وقد طوّر الذكور بناءً على ذلك عدة أساليب دفاعية، وهذا يتضمن: حراسة القرين، سدادة التزاوج، وإفراز مواد منوية سامة لتقليل فرص إعادة التزاوج الأنثوية. تتضمن الأساليب الهجومية لتنافس النطاف تأثير الذكر المباشر على فرص النجاح الإنجابي لذكر آخر. على سبيل المثال: عبر إزالة نطاف الذكر الآخر قبل التزاوج مع الأنثى. كما في الجدد ثنائي البقع.
غالبًا ما يُقارن تنافس النطاف بالحصول على تذاكر في اليانصيب. تمتلك الذكور فرصة أفضل للفوز (أي إنتاج ذرية) كلما زاد عدد التذاكر التي حصل عليها (أي كلما زاد عدد النطاف التي يقوم بتلقيحها للأنثى). ومع ذلك، فإن الحيوانات المنوية ليست حرة في إنتاجها، وعلى هذا النحو من المتوقع أن ينتج الذكور نطافًا ذات حجم وعدد قادران على أن يزيدا من نجاحها في منافسة النطاف. يمكن للذكور شراء المزيد من «تذاكر السحب» عبر إنتاج المزيد من النطاف المتحركة، ويُعتَقَد أنّ الانتخاب لصالح العدد الضخم من النطاف ساهم في تطور التكاثر متباين الأمشاج بنطاف صغيرة للغاية (بسبب مقايضة الطاقة بين حجم النطاف وعددها). بدلًا من ذلك، قد يُطَوِّر الذكر نطافًا أسرع تتمكن من الوصول إلى بويضة الأنثى وتخصيبها أولًا. وُثِّقَت عشرات التكيفات التي ساعدت الذكور على النجاح في المنافسة.

## التكيفات الدفاعية
حراسة القرين هي سمة سلوكية دفاعية تحدث استجابةً لتنافس النطاف؛ يحاول الذكور منع الذكور الآخرين من الاقتراب من الأنثى (و/أو العكس)، وبالتالي منع قرينتهم من الانخراط في المزيد من علاقات التزاوج. تبدأ الحراسة قبل التزاوج وبعده عند الطيور والسحالي والحشرات والقرود. حراسة القرين موجودة أيضًا في أسماك النرجس الأصفر، حيث يحاول بعض الذكور «التسلل» ليتزاوجوا مع الإناث المتواجدين في المناطق الخاصة بالذكور الآخرين. في هذه الحالات، يحرس الذكور إناثهم عن طريق إبقائهم على مقربة كافية؛ فإذا ظهر منافس آخر في منطقته، سيكون قادرًا على محاربة الذكر المنافس، مما سيمنع الأنثى من التزاوج معه.
في الكائنات ذات أنظمة التزاوج المتعددة، يتم التحكم من قبل رجل مهيمن واحد. يكون الذكر في هذا النوع من نظام التزاوج قادرًا على التزاوج مع أكثر من أنثى في المجتمع. يسود الذكور المهيمنين على المجتمع حتى يتقدم آخر ويطيح به. يدافع الذكر المسيطر عن لقبه، ويعمل أيضًا على الدفاع عن الإناث اللاتي يتزاوجن معه، وعن الذرية التي ينجبها. يقع فيل البحر ضمن هذه الفئة أيضًا؛ فقد يشارك في منافسات عنيفة ودامية لحماية مجتمعه، والدفاع عن لقبه باعتباره الذكر المهيمن. إذا أطاح الذكر المهيمن وافد جديد بطريقة أو بأخرى، فمن المرجح أن يقتل أطفاله أيضًا، وسيبدأ الزعيم الجديد بالتزاوج مع الإناث في المجموعة لتمرير سلالته.
تحدث حراسة القرين الاستراتيجية عندما يحرس الذكر الأنثى خلال الفترات المناسبة للإلقاح فقط. قد تكون هذه الاستراتيجية أكثر فاعلية لأنها قد تسمح للرجل بالمشاركة في وضمن أبوة متعددة الشركاء. كذلك حماية الأنثى في هذا الوقت أكثر فعالية بسبب إنفاق الكثير من الطاقة على عملية الحماية. كالطاقة التي قد يقدمها الذكور في أنظمة الحراسة متعدّدة الشركاء دفاعًا عن لقبهم في المجتمع كذكور مسيطرين. إضافةً إلى ذلك، القتال مكلف للغاية فيما يتعلق بكمية الطاقة المستخدمة في حراسة القرينة؛ فقد يؤثر سلبًا على الصحة البدنية للرجل. يوجد تكلفة مختلفة أخرى لحراسة القرينة في هذا النوع من نظام التزاوج وهي الزيادة المحتملة في انتشار المرض. إذا كان أحد الرجال مصابًا بالأمراض المنقولة جنسيًا، فيمكنه نقلها إلى الإناث اللاتي يتزاوج معها. ستكون هذه تكلفة حيوية لكلا الجنسين؛ بدلًا من استخدام الطاقة للتكاثر، فإنهم يعيدون توجيهها نحو التخلص من هذا المرض. تستفيد بعض الإناث أيضًا من تعدد الشركاء لأنه يزيد من التنوع الجيني. يحدث هذا بسبب عدم قدرة الذكر على مراقبة جميع الإناث وسيتزاوج بعضهن من غيره. في النهاية، لن يحصل الذكر على التغذية المناسبة مما يجعله غير قادرٍ على إنتاج التطاف. على سبيل المثال: تستنفد ذكور مزدوجات الأرجل مخزونها من الجليكوجين والدهون الثلاثية، ولا يُعَوِّض النقص حتى الانتهاء من الحراسة. وقد يكون عدم التوازن بين كمية الطاقة الواردة والطاقة المستهلكة قاتلًا للذكور؛ من الممكن أن يسافروا لمسافاتٍ طويلةٍ خلال موسم التكاثر للعثور على أنثى، وهذا يستنزف تمامًا إمداداتهم من الطاقة. بذلك يكون توقيت حماية القرينة ذو أهمية حاسمة، فحينها يستخدم الذكر أدنى حد من الطاقة. لهذا السبب تكون حراسة القرينة خلال الفترة المناسبة للإلقاح أفضل وأكثر فعالية  ومن المرجح أن يحرس الذكور شريكاتهم عند وجود كثافة عالية من الذكور في الجوار. قد ينفق بعض الذكور في بعض الأحيان الكثير من الوقت لمغازلة الأنثى من أجل التزاوج، ولكنه قد لا ينجح بذلك. وقد يتمكّن ذكر منافس من جذب الأنثى التي لم ينجح الذكر الذي كان يغازلها في ذلك.
ومع ذلك، يوجد بعض الفوائد المرتبطة بحراسة القرين، إذ يستفيد الذكور والإناث بشكل مباشر وغير مباشر من ذلك. تحصل الإناث بشكل غير مباشر على الحماية،  ويحظى الذكر المسيطر في العلاقات متعددة الشركاء بأفضل فرص الإلقاح؛ فقد تتضمّن المجموعة 30 وحتى 100 أنثى، وبالتالي ستكون فرصته في نجاح التزاوج كبيرة جدًا مقارنةً مع الذكور الآخرين.
قد يُبعِد الذكر الأنثى عن باقي الذكور عبر نقلها إلى مكان جديد. تقوم ذكور بعض الفراشات بعد إغراء الأنثى بالتقاطها ونقلها بعيدًا عن محيط الذكور. يطلق الذكور حشرات أخرى فيرمونًا يجعل الأنثى غير جذابة للذكور الآخرين أو يقوم هذا الفيرمون بتغطية أي رائحة لها تمامًا. تشارك بعض الصراصير في مغازلة تصويت عالية حتى تقبل الأنثى هذه الإيماءات ثم تصبح صامتةً فجأةً. طور ذكور الفراشات ذات البقع الشطرنجية طريقة ذكية لجذب وحراسة الأنثى. حيث يقوم الذكر بالسكن بالقرب من منطقة غنية بموارد قيمة تحتاجها الأنثى ويطرد أية ذكور تحاول الاقتراب، وبذلك سيزيد من فرص التزاوج مع أي أنثى تأتي إلى تلك المنطقة.
يعمل الذكور على حراسة الأنثى بعد التزاوج لمنع الذكور الآخرين من التزاوج معها. على سبيل المثال: تمتطي ذكور ألفيات الأرجل ظهور شريكاتهم ليخبروا الذكور الأخرى أنها قد اتخذت.
غالبًا ما تُلاحَظ سدادات التزاوج لدى الحشرات والزواحف وبعض الثدييات والعناكب مباشرةً بعد تزاوج الذكور من الإناث، حيث يقلل هذا الأمر من إمكانية تلقيح الأنثى من ذكور آخرين عبر عرقلة انتقال نطافهم. توفّر سدادات التزاوج في النحلة الطنانة عائقًا ماديًا لعرقلة التزاوج مرة أخرى، كما تحتوي على حمض اللينوليك الذي يقلل من ميل الإناث للتزاوج.
على نحوٍ مشابهٍ، تفرز ذكور ذبابة الفاكهة السوداء موادًا سامةً مع السائل المنوي معروفة باسم ACPs (بروتينات الغدة الملحقة) لإعاقة الأنثى عن التزاوج في المستقبل. تعمل هذه المواد كمضاد للشهوة الجنسية ومُحَفِّز للإباضة وتخليق البيوض. تحمل البروتينات المنوية تأثيرًا قويًا على التكاثر؛ تأثيرًا يكفي للتلاعب بفيزيولوجيا الإناث وسلوكها.
يوجد إستراتيجية أخرى يستخدمها الذكور تدعى تجزئة النطاف، وفيها لا يقوم الذكر بقذف كامل مخزونه المحدود من النطاف مرةً واحدةً، مما يسمح له بمجامعة عدد أكبر من الإناث، يشاهد ذلك في ذبابة الفاكهة. ولتسهيل ذلك طوّر ذكور بعض الحيوانات أساليبًا معقدةً لتنظيم عملية تخزين وإفراز السائل المنوي. كما في الأسماك اللبروسية زرقاء الرأس، حيث تنقسم القناة الحاملة للنطاف إلى غرف صغيرة محاطة بعضلات تسمح للذكر بتنظيم كمية السائل المطروحة في كل عملية تزاوج.
يوجد إستراتيجية أخرى شائعة بين ذكور الحشرات، وهي الجماع المستمر أو المُطَوَّل؛ تسمح هذه الطريقة للذكر بوضع كمية أكبر من النطاف، كما تمنع الأنثى من الانخراط في عملية تزاوج أخرى.
طوّرت بعض أسماك مولي إشاراتٍ اجتماعيةً خادعةً لمواجهة تنافس النطاف. حيث يقوم جزء من الذكور بتوجيه الانتباه الجنسي نحو الإناث غير المفضلات عادةً عند وجود جمهور من الذكور الآخرين. هذا يدفع الذكور الذين يراقبون إلى محاولة التزاوج مع هؤلاء الإناث، وذلك بهدف تقليل محاولات التزاوج مع الأنثى التي يفضلها الذكر المركزي، وبالتالي تقليل التنافس.

## تكيفات هجومية
يختلف سلوك التكيف الهجومي عن السلوك الدفاعي لأنه ينطوي على محاولة لإفساد فرصة ذكر آخر في النجاح في التزاوج من خلال الانخراط في فعل يحاول إنهاء نجاح الإخصاب الذي حققه الذكر السابق. يُسَهِّل هذا السلوك الهجومي وجود سمات معينة تدعى الأسلحة، كامتلاك قرون مثلًا. يعمل وجود سمة هجومية أحيانًا كإشارة؛ فقد يكون مجرد إظهار الأسلحة كافيًا لإبعاد المنافسة دون الدخول في قتال، وبالتالي توفير الطاقة. قد يقوم الذكر في الجانب المهاجم بإنهاء فرصة الذكر الحارس في التلقيح الناجح عن طريق التشاجر معه للوصول إلى الأنثى.  يطلق الذكور في ذبابة الفاكهة سوائلًا منويةً تحتوي على سموم إضافية -كالفيرومونات والإنزيمات المعدلة التي تفرزها الغدد الملحقة- تهدف إلى قتل الحيوانات المنوية التي دخلت مسبقًا إلى السبيل التناسلي للأنثى بعد عملية تزاوج حديثة. بناءً على فكرة «أسبقية الذكر الأخير» يمكن لبعض الذكور إزالة الحيوانات المنوية للذكور السابقين عن طريق قذف حيوانات منوية جديدة داخل الأنثى؛ وبالتالي إعاقة فرص التلقيح الناجحة للذكر السابق.